# Danny Huston
Daniel Sallis Huston (Roma; 14 de mayo de 1962), conocido como Danny Huston, es un actor, guionista y director estadounidense, nacido en Italia. Es medio-hermano de la actriz Anjelica Huston y del guionista Tony Huston, todos hijos del director y actor John Huston. 
Huston comenzó su andadura en el mundo del cine con la película "Mr. North", protagonizada por Anthony Edwards, Robert Mitchum y Anjelica Huston. Entre su filmografía destaca "Ivans Xtc" por la cual fue nominado en la categoría de mejor actor en los Independent Spirit Awards de 2003.

## Biografía
Huston nació en Roma, Italia. Es hijo de la actriz Zoe Sallis y del director John Huston. Tiene dos medio hermanos, la actriz Anjelica Huston y el guionista Tony Huston. Es tío del actor Jack Huston y nieto del actor Walter Huston.

## Carrera
Su padre, John Huston, produjo su primera película como director "Mr. North", una adaptación de la última novela de Thornton Wilder, Theophilus North. En 1995 hizo una pequeña aparición como actor en la película "Leaving Las Vegas", desde ese momento ha actuado en más de 25 películas. Ese mismo año, dirigió la película "The Maddening". En 2003 obtuvo amplio reconocimiento por su actuación en la película independiente de Bernard Rose, "Ivans Xtc".
En 2004, apareció en El Aviador de Martin Scorsese, y en 2006 obtuvo el premio a mejor actor de reparto en los Golden Satellite Awards por su actuación en El jardinero fiel. Ese año, Huston participó en el western australiano The proposition, que cosechó grandes críticas por parte de crítica y público.
Huston también ha actuado en películas británicas independientes como Alpha Male y la película de Oliver Parker Fade to Black, en la que interpretó a Orson Welles junto a Christopher Walken y Paz Vega.  Ha colaborado en varias ocasiones con los directores británicos Mike Figgis y Bernard Rose.
Su filmografía incluye Reencarnación, Silver City, María Antonieta, The Number 23, The Kingdom, y 30 días de oscuridad. Interpretó a Samuel Adams en la miniserie de HBO John Adams, y al Coronel William Stryker en X-Men Origins: Wolverine, una precuela de la trilogía.
Sus actuaciones entre 2009-10 incluyen Boogie Woogie, The Warrior's Way, el thriller Edge of Darkness, y las películas de aventuras Clash of the Titans y Robin Hood. Interpretó al famoso abogado Geoffrey Fieger en la película de HBO No conoces a Jack. 
Huston interpretó al gánster Ben "The Butcher" Diamond la serie Magic City desde 2012 hasta 2013. Fue nominado en la categoría de mejor actor de reparto en los Globos de Oro de 2013 por su actuación. Ha participado en dos temporadas de American Horror Story; en 2013 interpretando a "The Axeman" en 7 episodios de American Horror Story: Coven y en 2015 como Massimo Dolcefino en 3 episodios de American Horror Story: Freak Show.

## Vida privada
Huston ha estado casado dos veces. Su primer matrimonio fue en 1989 con la actriz Virginia Madsen; se divorciaron en 1992. Se casó por segunda vez con Katie Evans en 2001, separándose en 2006. Evans se suicidó en octubre de 2008 antes de que el divorcio se hubiese tramitado. Con ella tuvo una hija llamada Stella. Durante un año fue pareja de Olga Kurylenko, compañera de reparto en Magic City.

## Filmografía
Cine
| Año  | Título                                  | Rol                              |
| ---- | --------------------------------------- | -------------------------------- |
| 1995 | Leaving Las Vegas                       | Bartender #2                     |
| 1997 | Anna Karenina                           | Stiva                            |
| 1998 | Spanish Fly                             | John                             |
| 1998 | Susan's Plan                            | Jugador #2                       |
| 1999 | Rockin' Good Times                      | Manager                          |
| 2000 | Ivans XTC                               | Ivan Beckman                     |
| 2000 | Timecode                                | Randy                            |
| 2001 | Eden                                    | Kalman                           |
| 2001 | Hotel                                   | Manager                          |
| 2002 | Torture TV                              | Gary Silverman                   |
| 2002 | The Bacchae                             | Herdsman                         |
| 2003 | 21 gramos                               | Michael                          |
| 2004 | Birth                                   | Joseph                           |
| 2004 | El aviador                              | Jack Frye                        |
| 2004 | Silver City                             | Danny O'Brien                    |
| 2005 | El jardinero fiel                       | Sandy Woodrow                    |
| 2005 | The Proposition                         | Arthur Burns                     |
| 2006 | Marie Antoinette                        | Joseph II                        |
| 2006 | Children of Men                         | Nigel                            |
| 2006 | Alpha Male                              | Jim Ferris                       |
| 2006 | Fade to Black                           | Orson Welles                     |
| 2007 | The Number 23                           | Isaac French / Dr. Miles Phoenix |
| 2007 | 30 Days of Night                        | Marlow                           |
| 2007 | I Really Hate My Job                    | Él mismo                         |
| 2007 | The Kingdom                             | Gideon Young                     |
| 2008 | The Kreutzer Sonata                     | Edgar                            |
| 2009 | X-Men Origins: Wolverine                | William Stryker                  |
| 2009 | How to Lose Friends and Alienate People | Lawrance Maddox                  |
| 2010 | Furia de titanes                        | Poseidón                         |
| 2010 | The Conspirator                         | Joseph Holt                      |
| 2010 | Edge of Darkness                        | Jack Bennett                     |
| 2010 | The Warrior's Way                       | El Coronel                       |
| 2010 | Robin Hood                              | Richard el Corazón de León       |
| 2010 | You Don't Know Jack                     | Geoffrey Fieger                  |
| 2011 | Un monstre à Paris                      | Maynott (voz)                    |
| 2011 | Playoff                                 | Max Stoller                      |
| 2012 | Wrath of the Titans                     | Poseidón                         |
| 2012 | Two Jacks                               | Jack                             |
| 2012 | Stolen                                  | Tim Harlend                      |
| 2012 | Boxing Day                              | Basil                            |
| 2012 | Hitchcock                               | Whitfield Cook                   |
| 2013 | El congreso                             | Jeff                             |
| 2014 | Libertador                              | Martin Torkington                |
| 2014 | Big Eyes                                | Dick Nolan                       |
| 2015 | Pressure                                | Engel                            |
| 2015 | Frankenstein                            | Viktor Frankenstein              |
| 2016 | All I see is you                        | Doctor                           |
| 2017 | Wonder Woman                            | General Ludendorff               |
| 2017 | The Last Photograph                     | Tom Hammond                      |
| 2018 | Noche de juegos                         | Donald Anderton                  |
| 2018 | Richard Says Goodbye                    |                                  |
| 2019 | IO                                      | Henry Walden                     |
| 2019 | Angel Has Fallen                        | Wade Jennings                    |
| 2022 | Marlowe                                 | Floyd Hanson                     |
| 2023 | Consecration                            | Padre Romero                     |
| 2023 | Hasta el fin del mundo                  | Rudolph Schiller                 |
| 2024 | Horizon: An American Saga - Capítulo 1  | Houghton                         |
| 2024 | The Crow                                | Vincent Roeg                     |

Televisión
| Año       | Título                            | Rol                       | Notas               |
| --------- | --------------------------------- | ------------------------- | ------------------- |
| 2004      | CSI: Crime Scene Investigation    | Ty Caulfield              | Episodio: "Suckers" |
| 2006      | Covert One: The Hades Factor      | Frank Klein               | 2 episodios         |
| 2008      | John Adams                        | Samuel Adams              | 3 episodios         |
| 2012-2013 | Magic City                        | Ben "The Butcher" Diamond | 16 episodios        |
| 2013-2014 | American Horror Story: Coven      | El hombre del hacha       | 7 episodios         |
| 2014      | Masters of Sex                    | Dr. Douglas Greathouse    | 3 episodios         |
| 2014-2015 | American Horror Story: Freak Show | Massimo Dolcefino         | 3 episodios         |
| 2016      | Paranoid                          | Nick Waingrow             | 4 episodios         |
| 2018      | Yellowstone                       | Dan Jenkins               |                     |

## Premios

### Satellite Awards[4]
| Año  | Categoría                      | Película          | Resultado |
| ---- | ------------------------------ | ----------------- | --------- |
| 2005 | Mejor Actor de reparto - Drama | El jardinero fiel | Ganador   |